# Andre Geim
Andre Geim (en rus Андрей Константинович Гейм, 21 d'octubre de 1958, Sotxi, Rússia), és un físic neerlandès d'origen rus que es coneix sobretot arran de la seva descoberta del grafè, cosa que li va valer el Premi Nobel de física el 2010 conjuntament amb Konstantín Novosiólov.

## Biografia
Andre Geim va estudiar a l'Institut de Física i Tecnologia de Moscou i a l'Institut de Física dels estats sòlids de Txernogolovka on obtingué la seva tesi. Va treballar després com a postdoctorand a la Universitat de Nottingham, la Universitat de Bath i la Universitat de Copenhagen abans d'arribar a ser professor associat de la Universitat Radboud de Nimega (Països Baixos). El 2001, ingressà com a professor a la Universitat de Manchester i més tard fou triat com a director del Centre de Mesociència i Nanotecnologia de Manchester.

## Avenços científics

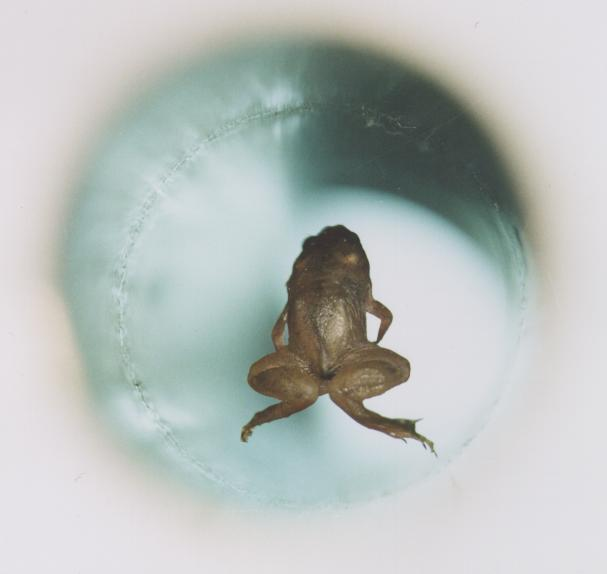
La levitació magnètica d'una granota viva, experiment que feu guanyar a Andre Geim i Sir Michael Berry el Premi Ig Nobel l'any 2000

Geim es feu conèixer arran de l'experiment de levitació d'una granota magnèticament que li feu obtenir, junt amb Sir Michael Berry de la Universitat de Bristol, el Premi Ig Nobel de física 2000.
Però fou gràcies a la seva descoberta el 2004 del grafè a l'interior del grafit i de les propietats físiques i electrofísiques particulars d'aquesta nova forma cristal·lina del carboni que adquirí més notorietat mundial · , Aquesta darrera troballa li permeté d'obtenir a l'octubre de 2010 el Premi Nobel de física per les seves "experiències revolucionàries sobre els materials bidimensionals en grafè".

## Premis i guardons
- 2000: Premi Ig Nobel
- 2007: Premi Mott
- 2008: Premi EuroPhysics
- 2009: Premi Körber
- 2010: Premi John J. Carty
- 2010: Medalla Hughes
- 2010: Premi Nobel de física